# Xian de Tonghua
Le xian de Tonghua (通化县 ; pinyin : Tōnghuà Xiàn) est un district administratif de la province du Jilin en Chine. Il est placé sous la juridiction de la ville-préfecture de Tonghua.

## Démographie
La population du district était de 252 103 habitants en 1999.